# من المزرعة إلى المائدة

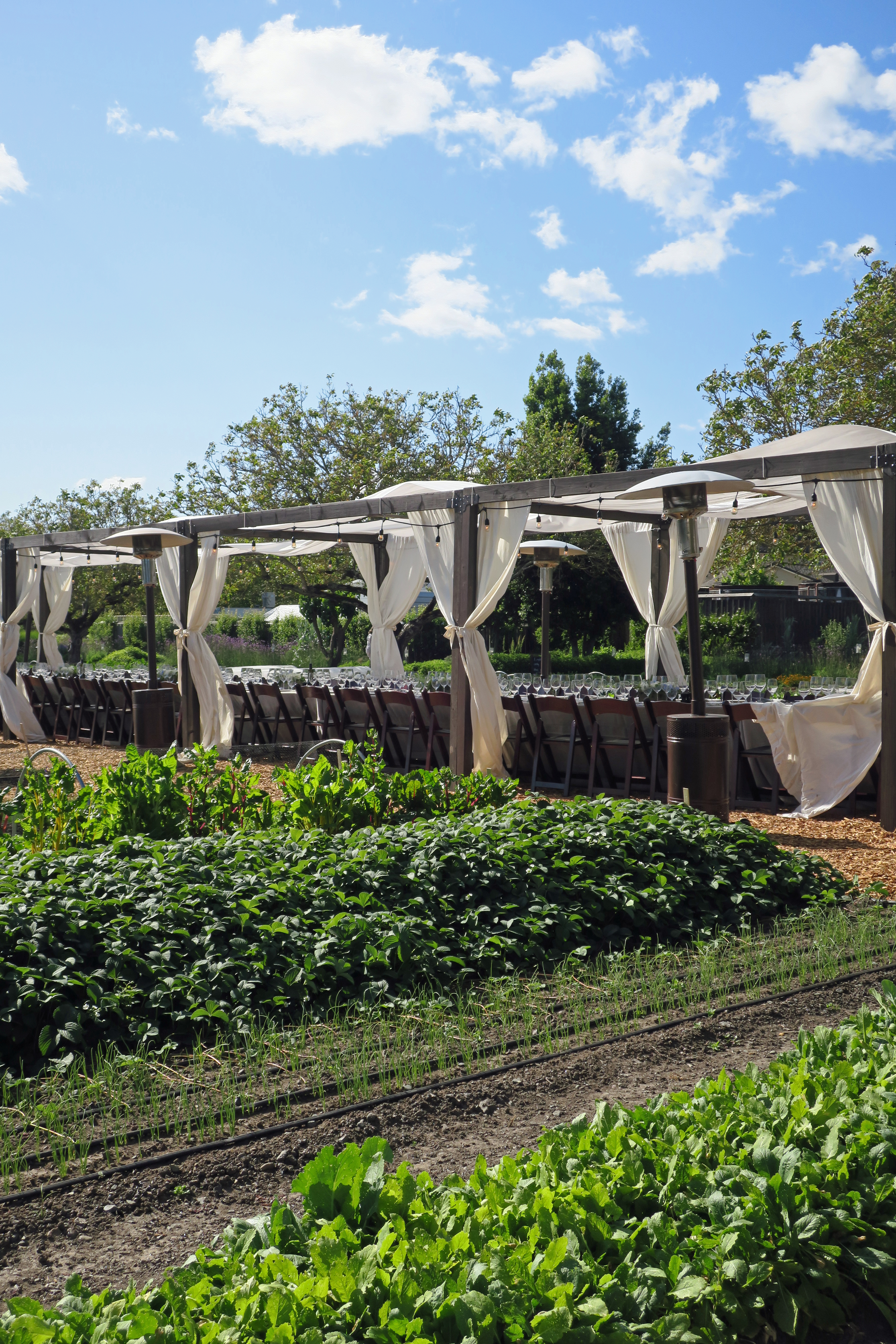
تناول عشاء "من المزرعة إلى المائدة" في Kendall-Jackson المنتجات المستخدمة من حديقة الخمرة في الموقع.

من المزرعة إلى المائدة (أو من المزرعة إلى المدرسة) هي حركة مجتمعية تشجع على تقديم الطعام المحلي في المطاعم والمقاصف المدرسية، ويحبذ أن يكون ذلك عن طريق الشراء مباشرًة من المنتِج (الذي يمكن أن يكون مصنع نبيذ أو جعة أو حظيرة أو مصايد الأسماك أو نوع آخر من منتجي الأغذية وليست مزرعة بالضبط). ويمكن تحقيق ذلك من خلال علاقة بيع مباشرة، أو اتفاقية زراعية مدعومة من المجتمع المحلي، أو سوق للمزارعين، أو موزع محلي أو عن طريق المطعم أو المدرسة لصناعة أغذيتها الخاصة بها. غالبًا ما تشتمل حركة (من المزرعة إلى المائدة) على شكل من أشكال التتبع الغذائي (يُعرف بـ «بمعرفة مصدر طعامك») حيث يتم تحديد أصل الغذاء للمستهلكين. في كثير من الأحيان لا تتمكن المطاعم من الحصول على جميع المواد الغذائية التي تحتاجها للأطباق محليًا، لذلك فقط بعض الأطباق أو بعض المكونات توصف بأنها محلية. نشأت هذه الحركة بشكل متزامن مع التغيرات في المواقف حول سلامة الغذاء، ونضارة الطعام، والموسمية الغذائية، واقتصاديات المزارع الصغيرة. كثيرًا ما يشير مؤيدو هذه الحركة إلى نقص المكونات المحلية الطازجة، والنكهة السيئة للمكونات التي يتم جلبها من أماكن بعيدة، واختفاء المزارع العائلية الصغيرة واختفاء نظام التوريث والتلقيح المفتوح للفاكهة والخضروات، وأخطار نظام المركزية العالية زراعة الغذاء وتوزيعه كدافع لقرارهم بتبني نهجًا أكثر محلية للنظام الغذائي.

## التأثير والنمو
كان من بين الشركات الأولى المؤثرة والمهمة في حركة من المزرعة إلى المائدة: مطعم Chez Panisse في بيركلي، كاليفورنيا، وThe Herbfarm في واشنطن، وشركة Bon Appétit Management ومقرها بالو ألتو، كاليفورنيا، و The Kitchen في بولدر، كولورادو. ومنذ العقد الأول من القرن الحادي والعشرين، نما عدد عمليات هذه الحركة بسرعة وأدرج دليل المطاعم الأميركية من المزرعة إلى المائدة قائمة مطاعم في أكثر من 30 ولاية وواشنطن العاصمة. ووفقًا لرابطة المطاعم الوطنية في عام 2015، «أربعة من أفضل عشرة اتجاهات» تتعلق بالأطعمة المحلية. المدافعون البارزون عن حركة من المزرعة إلى الطاولة، إما طهاة أو كُتّاب أو مزارعين أو دعاة لحماية البيئة مثل: ويندل بيري، ويس جاكسون، ومايكل بولان، وتوماس كيلر، وجون جيفونس، وأليس ووترز، ودان باربر، وجويل سلاتين، وباربرا كينغسولفر، توني موس، كيفن غيليسبي، إدنا لويس، كين ميزكا، إريك مانينغ وغيرهم.

## جرائم الاحتيال
وجدت التحقيقات الصحفية التي قام بها الصحفيون في تامبا باي تايمز ومجلة سان دييغو عمليات احتيال على نطاق واسع في الدعاوى التي تقدمها المطاعم من المزرعة إلى الطاولة حول المكان الذي جاء منه الطعام الذي كانوا يقدمونه. وشملت الحالات: مطعم تم شراؤه مسبقًا من مورّد ولكن تم تبديله بمورّد آخر دون تحديث قائمة المأكولات، ويزعم مطعم أنه يشتري من مزارع، لكن المزارع ينكر تمامًا قيامه بالبيع لهذا المطعم، مطعم يقدم نوعًا من الطعام لا يزرعه المزارع أو يصطاده الصياد المذكور أو طعام لا يتوفر حاليًا في موسم معين أو لا يتم توفيره، ومطعم يدعي أنه يقدم الطعام من مورّد ترك ذلك العمل منذ سنوات، أو أن يكون الطعام من المصدر المزعوم لا يشكل سوى جزء صغير من الطعام المقدّم.
في الحالات التي يتم فيها تقديم دعاوى بالاحتيال، يكون الغذاء الذي يتم تقديمه في العادة عادة غير محلي أو حتى «سلعة غذائية» والتي تكون أرخص أو متاحة في غير موسمها. في بعض الحالات، كان الطعام الذي يُزعم أنه «تم صيده من البرية» أو «خالٍ من المواد الحافظة» أو «صنع في المنزل» أو «طازج من ولاية فلوريدا» هو ليس كذلك. مثل هذه الممارسات تعرّض المطاعم إلى دعاوى قضائية من المزارع الذي يتم استخدام اسمه بطريقة احتيالية، ودعاوى قضائية من المستهلكين الذين قاموا بشراء المنتجات الغذائية التي تحتوي على مواد مزيفة، وإجراءات تنفيذية من قبل الجهات الحكومية.
تعزو ناقدة الطعام والمراسلة في مجلة Tampa Bay Times، لورا ريلي، عمليات الاحتيال جزئيًا إلى تصاعد اتجاه حركة من المزرعة إلى الطاولة منذ عام 2012، وقلة الوقت المتاح للمطاعم للتعامل مباشرة مع المزارع في حين أنها عادة ما تتعامل مع واحد أو اثنين من كبار الموزعين، وتعزو الأمر في بعض الحالات إلى الرغبة في مضاعفة الأرباح.

## التحوّل من مطعم وجبات سريعة
حاولت المطاعم في الآونة الأخيرة إضفاء طابع ديمقراطي على حركة من المزرعة إلى المائدة من خلال فتح مطاعم سريعة تقدم أغذية من مصادر محلية بأسعار معقولة نسبياً. سويت جرين، سلسلة مطاعم السلطة من المزرعة إلى المائدة التي شهدت نموًا هائلًا منذ افتتاحها عام 2007 في واشنطن العاصمة، ولديها الآن أكثر من 60 فرعًا في الولايات المتحدة. بدأت سلسلة مطاعم السلطة بالاعتماد على مصادر الغذاء المحلي قدر الإمكان، وهي تعمل «مع أكثر من 500 مزارع» لتقليل المسافات عند جلب الطعام إلى جميع مواقعها، مما يتطلب بناء علاقات مع مجتمع المزارع المحلي في كل منطقة توجد بها فروع مطاعمها.
في نيويورك، اكتسب مطعم الوجبات سريعة، ديج إن، شعبية باعتماده نموذج «من المزرعة إلى المائدة». في عام 2016، أعلنوا أنهم ينوون شراء وإدارة المزارع الخاصة بهم. في حين أنهم لا يخططون لجلب جميع طعامهم من مزارعهم، فإنه سيكون مكانًا لتعليم وتعلم «كيف تنمو الأشياء بالضبط».  وقد حصل كلا المطعمين على تمويل ملحوظ، حيث يتزايد اهتمام المستثمرين بشركات الأغذية الناشئة، لا سيّما تلك التي تعتمد نظام الغذاء المحلي.
اهتمامات المستهلكين هامة بما يكفي لتقوم سلسلة مطاعم أبل بيز باستكشاف مفهوم «من المزرعة إلى المائدة»، وخلال صيف عام 2014، أصدرت السلسلة خيار قائمة خاصة  في الموقع: يقدم Grilled Vidalia Onion Sirloin ، في جورجيا. استغرق التخطيط ستة أشهر وكان متاحًا لفترة محدودة فقط.

## انتقادات
على الرغم من النمو في مطاعم من المزرعة إلى المائدة، فقد واجهت الحركة بعض الانتقادات. يجادل النقاد حول أن أهمية معرفة من أين يأتي الطعام الخاص وضمان أن مصدره هي مجرد موضة غذائية أخرى لجيل الألفية. بالإضافة إلى ذلك، فإن ارتفاع الأسعار في العديد من المطاعم، نظرًا لارتفاع تكلفة الإنتاج وانخفاض وفورات الحجم، يجعل أيضًا الغذاء من المزرعة إلى المائدة أقل سهولة بالنسبة للكثير من الناس.
كانت الحركة مغلقة في الأصل مرتبطة بـ «نخبة معانقي الشجرة»، الذين كانوا قادرين على تحمل تكاليف الغذاء من المزرعة إلى المائدة. وأخيراً، يرى النقاد أن هذا المصطلح لا يفهمه المستهلكون بشكل كامل. على سبيل المثال، تعتبر الأطعمة التي يتم الإعلان عنها كـ «من المزرعة إلى المائدة» صحية أكثر بغض النظر عن المحتوى الغذائي الفعلي.